# Eriosyce robusta
Eriosyce robusta es una especie de planta fanerógama de la familia Cactaceae. Previamente se creía que era parte del complejo de Eriosyce curvispina pero un análisis filogenético demostró que se trata de una especie distinta dentro del género.

## Descripción
Tallos globosos, algo elongados con la edad, de 10–20 cm de diámetro. Raíces fasciculadas. Costillas 13–20, anchas, obtusas y de 1.5–3.0 cm de alto, profundamente acanaladas, con tubérculos que presentan un "mentón" alargado. Aréolas de 0.7–2 × 0.5–0.8 cm, separadas entre 1–4 cm. Espinas mayormente robustas, de color gris-marrón; las más cortas generalmente rectas, las más largas ligeramente curvadas hacia arriba. Espinas radiales 7–12, de 1–3 cm de largo; espinas centrales 1–8, de 1–4 cm. Flores de 4–5 cm, en forma de embudo; pericarpelo e hipanto con pequeñas escamas, axilas con lana blanca poco conspicua; pericarpelo muy elongado, de color rojizo-marrón. Segmentos del perianto lanceolados, de 0.5–1.0 cm, la parte inferior púrpura o carmín, la parte superior amarillo pálido. Ovario alargado; estilo blanquecino, con la parte superior rosada. Frutos de 1–2 × 0.5–1 cm, en forma de barril alargado; indumento similar al de la flor. Zona de inserción del remanente del perianto amplia, poro basal grande. 
Semillas de 1.2-1.5 mm x 1 mm, 0.5 mm de grosor, ovado-redondeadas, opacas, de color marrón-negruzco; testa con tubérculos gruesos y costillas granulosas; hilo casi redondo, posición ventral oblicua, micrópilo en un surco.

## Distribución
Especie endémica del centro de Chile. Crece en los alrededores del Parque Nacional La Campana (32°S, 71°O).

## Taxonomía
Inicialmente descrita por Friedrich Ritter como Phyrrocactus robustus con dos variedades, var. robustus y var. vegasanus, en la revista Succulenta 9: 65 (1960) de la Sociedad Neerlandesa-Belga de Amantes de los Cactus y otras Plantas Suculentas. Los especímenes y fotos estudiadas provenían de Ocoa, Chile Central y cerca del Cerro de la Campana en Valparaíso.
 

Tras un análisis filogenético de 2024 se descubrió que estaba lo suficientemente distante del complejo E. curvispina para considerarla una variedad, por lo que dejó de ser E. curvispina var. robusta y pasó a llamarse E. robusta. El nombre taxonómico actual es:
Eriosyce robusta (F.Ritter)P.C.Guerrero & Helmut Walter, PhytoKeys 237: 135 (2024).

## Conservación
Se estima que el hábitat de E. robusta es menor a 5000 km², su población se ha visto severamente fragmentada por centros urbanos, redes eléctricas y cultivos agroindustriales. Se prevé una disminución de la población y en el número de localidades en las que está presente, así como una pérdida en la calidad del hábitat debido a la expansión urbana, la agroindustria, los incendios forestales y la extracción de ejemplares. Se propuso clasificarla como en peligro (EN) según los criterios B1ab(i,iii,iv).

## Galería de Eriosyce robusta

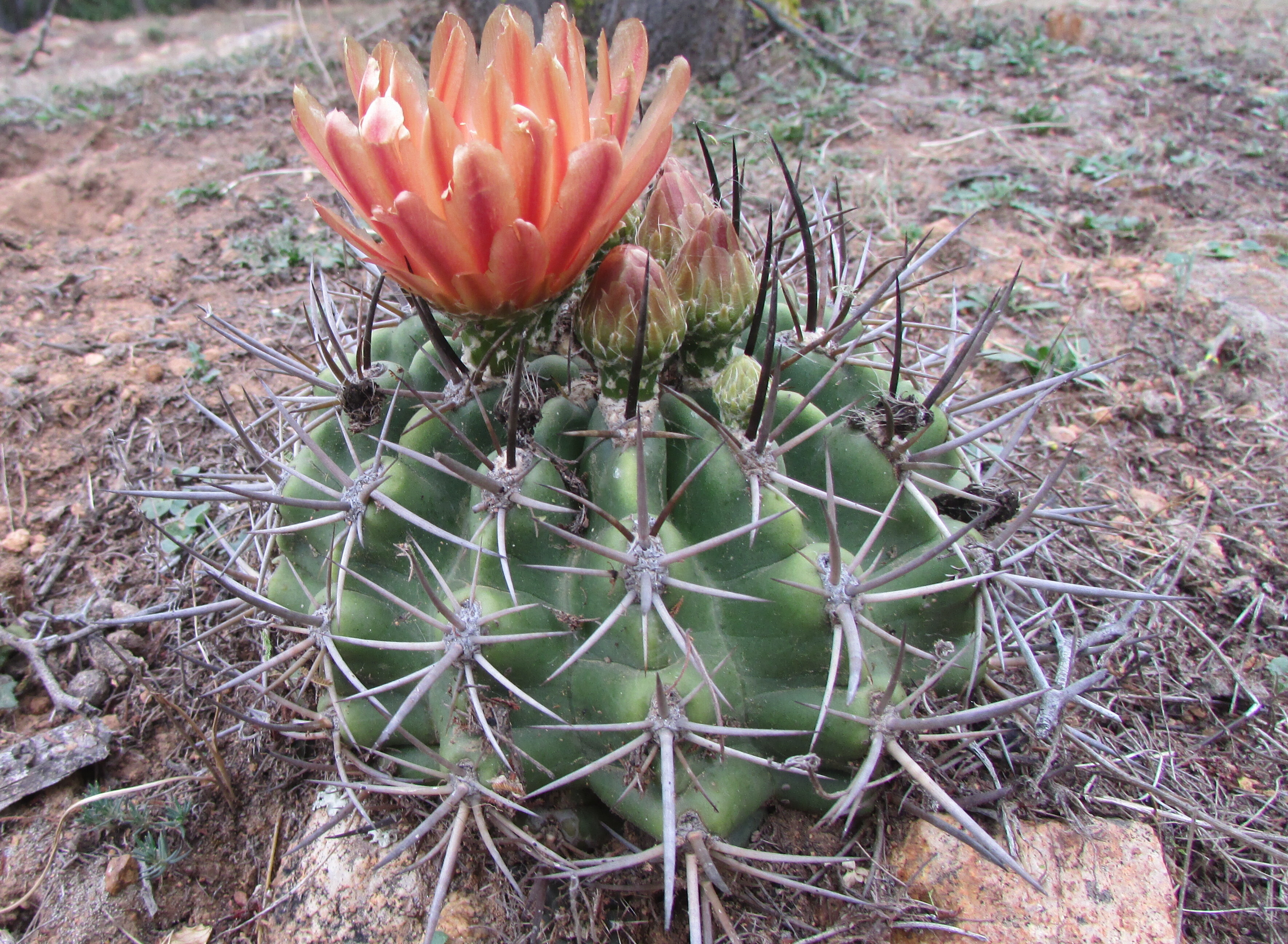
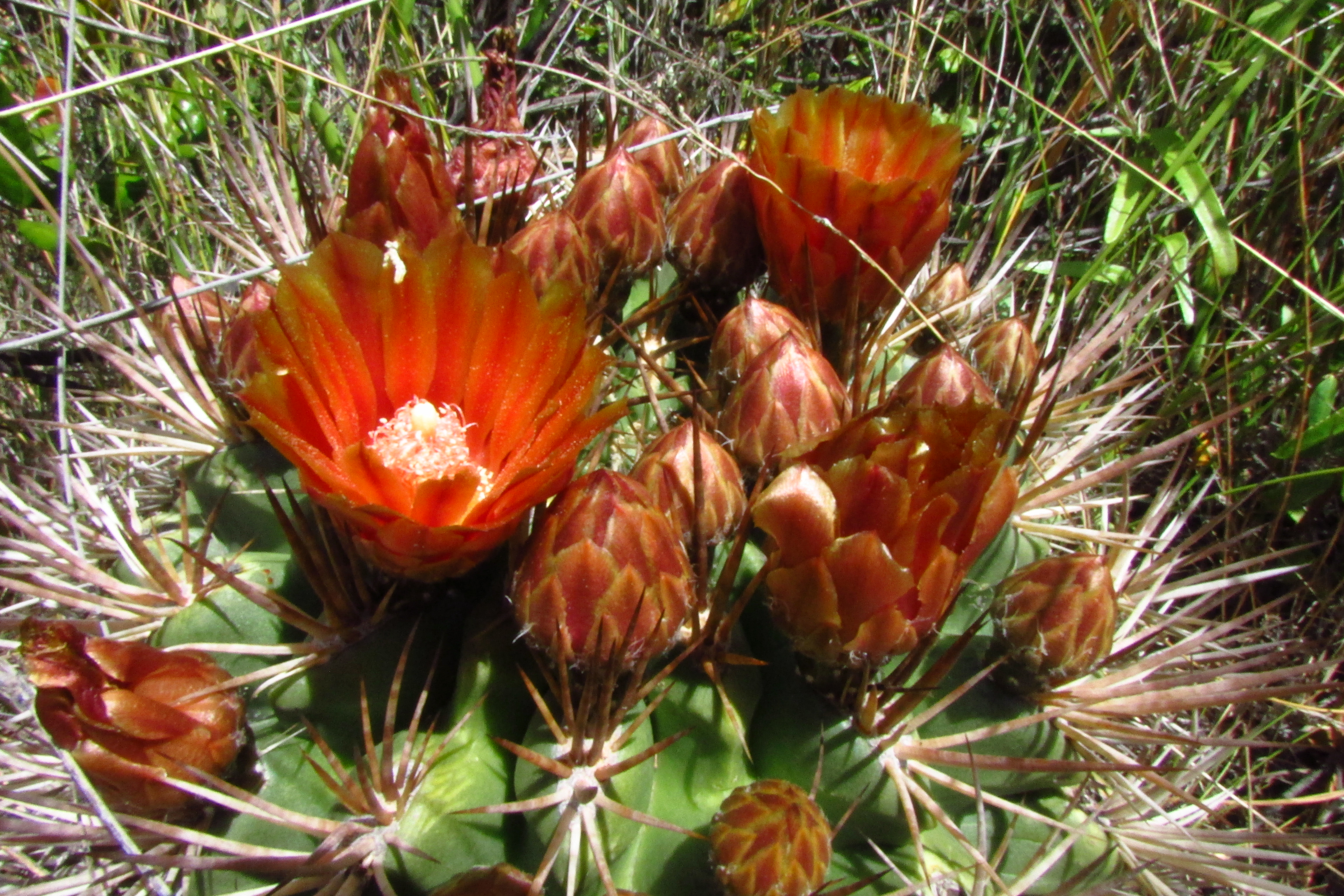
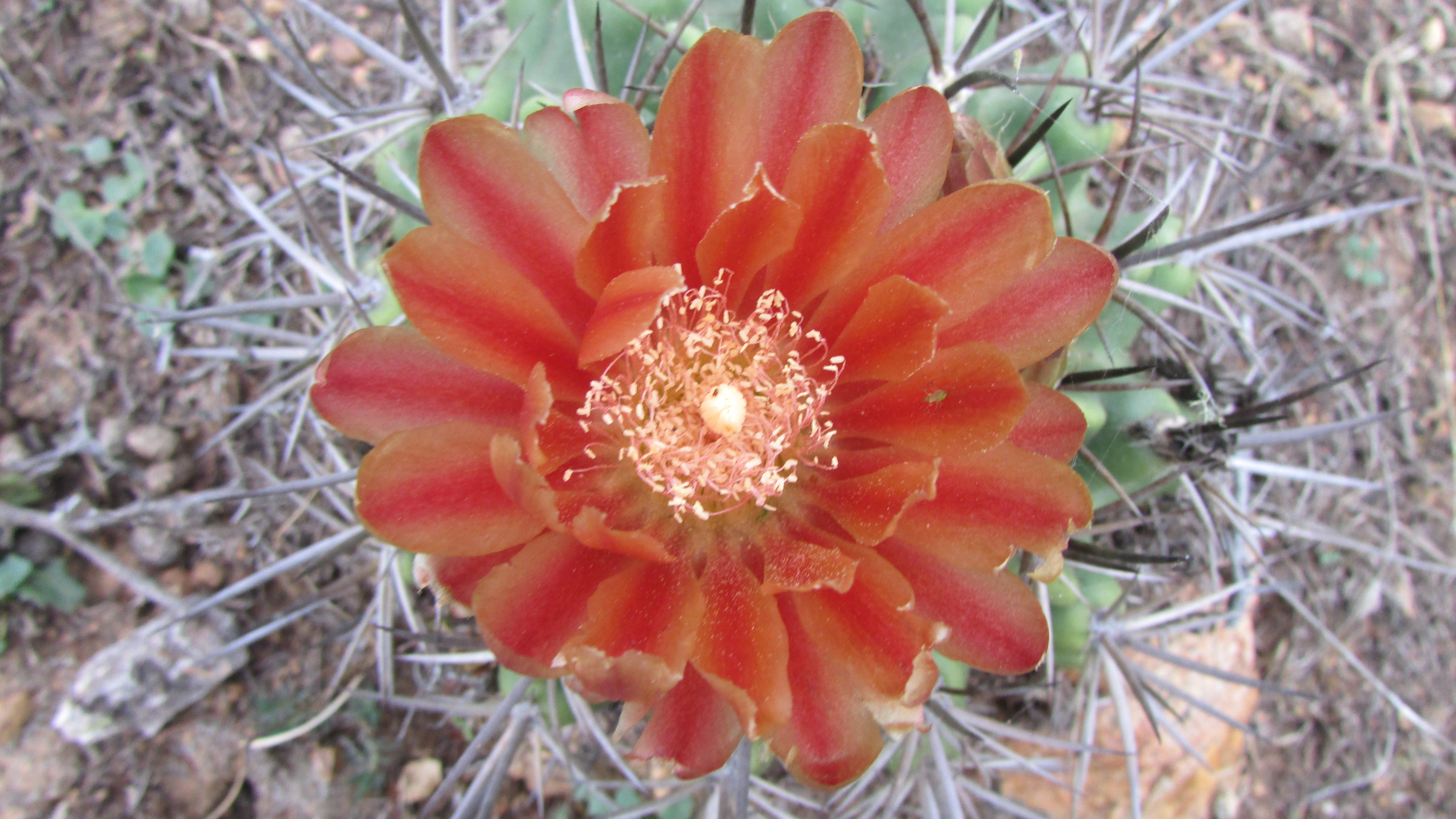
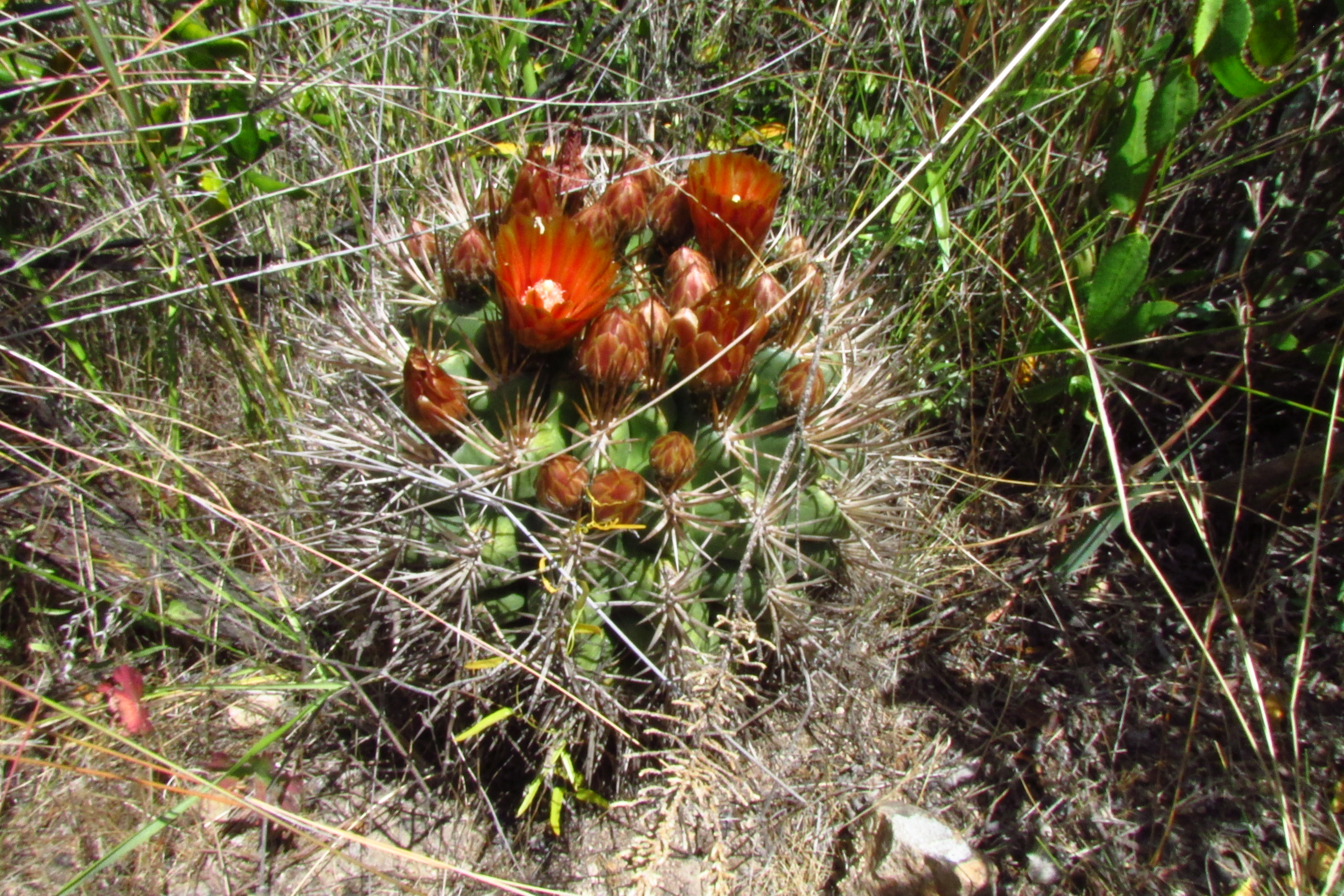